# بيروكسيد الهيدروجين - يوريا
بيروكسيد الهيدروجين - يوريا
Hydrogen peroxide - urea (وتسمى أيضا أرتيزون أو هيبرول ) هي مخلوط صلب يحتوي على كميتين متساويتين من بيروكسيد الهيدروجين واليوريا . تلك المادة عبارة عن بلورات صلبة بيضاء، تذوب في الماء فتنتج بيروكسيد الهيدروجين. يسمى هذا المخلوط غالبا «كرباميد بيروكسيد» carbamide peroxide في تطبيقات طب الأسنان حيث تكون مصدرا لبيروكسيد الهيدروجين hydrogen peroxide الذي يقوم بتبييض الأسنان، والتطهير، وكمادة أكسدة.

## تحضيره
يحضر من اليوريا اصطناعيا (وهي مادة مقاومة للمواد المؤكسة مثل بيروكسيد الهيدروجين . بيروكسيد الهدروجين يسمى أيضا بالعربية «فوق أكسيد الهيدروجين») . الخلط بنسبة 30 % من اليوريا في بيروكسيد الهيدروجين ( النسبة المولية 3:2) في درجة حرارة أقل من 60 درجة مئوية. وبعد تبريد المخلوط تترسب مادة بيروكسيد الهيدروجين - يوريا في هيئة رقائق صغيرة.
.
يمكن بعد ذلك تعيين نسبة بيروكسيد الهيدروجين بواسطة مع محلول برمنجنات البوتاسيوم فيعطي 4و35 % هذا المقدار يشكل 8و97% من أقصى مقدار يمكن الوصول إليه نظريا. وأما الباقي فيكون كشائبة من اليوريا.
يمكن بعد ذلك تعيين نسبة بيروكسيد الهيدروجين بواسطة التقطير مع محلول برمنجنات البوتاسيوم فيعطي 4و35 % ، هذا المقدار يشكل 8و97% من أقصى مقدار يمكن الوصول إليه نظريا ؛ وأما الباقي فيكون كشائبة من اليوريا. الناتج يمكن تثبيته بإضافة 1% بيروفوسفات الصوديوم، وهيكساميتافوسفات الصوديوم، و dihydroxybutanedioic acid أو EDTA مع الصوديوم Na2, حيث تلك المواد مواد تحفيز.
التحضير في المختبر تتم بنفس الطريقة.

## اقرأ أيضا
- يوريا
- سيانات الفضة
- سيانات البوتاسيوم